# Ветеранс Мемориал Колизеум (Портленд)
«Ветеранс Мемориал Колизеум» (англ. Veterans Memorial Coliseum) — крытая арена, расположенная в самой старой части района Роуз-Квартер в Портленде, штат Орегон. Является домашней ареной для молодёжной хоккейной команды «Портленд Уинтерхокс» и первоначально была домашней ареной команды «Портленд Трэйл Блэйзерс» из Национальной баскетбольной ассоциации. Арена была включена в Национальный реестр исторических мест в знак признания ее архитектурной значимости.